# 엔디 워홀의 드라큐라
엔디 워홀의 드라큐라(Blood For Dracula)는 프랑스에서 제작된 안토니오 마거리티 감독의 1974년 공포 영화이다. 조 달레산드로 등이 주연으로 출연하였다.

## 출연

### 주연
- 조 달레산드로
- 우도 키에르
- 아노 주어징

### 조연
- 스테파냐 카시니
- 실비아 디오니시오
- 비토리오 데 시카
- 로만 폴란스키

## 제작진
- 미술: 엔리코 잡